# Tu fosa será la exacta... amigo
Tu fosa será la exacta... amigo es una película wéstern española de Eastmancolor de 1972 dirigida por Juan Bosch (quien usó el seudónimo de John Wood), con música de Bruno Nicolai, escrita por Sauro Scavolini y protagonizada por Craig Hill. Fue rodada entre julio y agosto de 1972.

## Reparto
- Craig Hill como Doctor Janus Saxon
- Claudie Lange como Deborah Page
- Pedro Mari Sánchez como Louis Donovan
- Chris Huerta como Carrasco
- Richard Melvill como Perro
- Carlo Gaddi como diputado Gus
- Manuel Bronchud como John
- Florencio Calpe como Jugador de Billar
- Esteban Dalmases como Diputado
- Gaspar 'Indio' González como Miguel
- Luis Induni como Sheriff Appleton
- Francisco Jarque como Barbero
- Marcello Meconizzi como sirviente del hotel
- Carlos Otero como Safecracker Donovan
- Mimmo Poli como posadero
- Juan Miguel Solano como Teniente del Ejército Confederado
- Juan Torres como Mexicano ilegal